# Tournoi des Cinq Nations 1978
Navigation
Tournoi 1977 Tournoi 1979
Le Tournoi des Cinq Nations 1978 (du 21 janvier au 18 mars 1978) voit la victoire du pays de Galles, avec son huitième Grand Chelem.

## Classement
- Légende :

J matches joués, V victoires, N matches nuls, D défaites
PP points pour, PC points contre, Δ différence de points PP-PC
Pts points de classement (barème : deux points pour une victoire, un en cas de match nul, rien pour une défaite)
T Tenante du titre 1977.
| Rang | Nations        | J | V | N | D | PP | PC | Δ   | Pts |
| ---- | -------------- | - | - | - | - | -- | -- | --- | --- |
| 1    | Pays de Galles | 4 | 4 | 0 | 0 | 67 | 43 | +24 | 8   |
| 2    | France (T)     | 4 | 3 | 0 | 1 | 51 | 47 | +4  | 6   |
| 3    | Angleterre     | 4 | 2 | 0 | 2 | 42 | 33 | +9  | 4   |
| 4    | Irlande        | 4 | 1 | 0 | 3 | 46 | 54 | -8  | 2   |
| 5    | Écosse         | 4 | 0 | 0 | 4 | 39 | 68 | -29 | 0   |

- Le pays de Galles, vainqueur, a la meilleure attaque et la plus grande différence de points.
- Troisième, l'Angleterre réalise la meilleure défense.

## Résultats
Les dix matches ont lieu comme à l'accoutumée le samedi :
| 21 janvier 1978, Paris    | France         | 15 - 6  | Angleterre     |
| 21 janvier 1978, Dublin   | Irlande        | 12 - 9  | Écosse         |
| 4 février 1978, Édimbourg | Écosse         | 16 - 19 | France         |
| 4 février 1978, Londres   | Angleterre     | 06 - 9  | Pays de Galles |
| 18 février 1978, Paris    | France         | 10 - 9  | Irlande        |
| 18 février 1978, Cardiff  | Pays de Galles | 22 - 14 | Écosse         |
| 4 mars 1978, Dublin       | Irlande        | 16 - 20 | Pays de Galles |
| 4 mars 1978, Édimbourg    | Écosse         | 0 - 15  | Angleterre     |
| 18 mars 1978, Cardiff     | Pays de Galles | 16 - 7  | France         |
| 18 mars 1978, Londres     | Angleterre     | 15 - 9  | Irlande        |

## Toutes les rencontres
Détails techniques des rencontres du Tournoi 1978

### France - Angleterre
| 21 janvier 1978 Soleil printanier | France                                                                                           | 15 - 6 (3-6) | Angleterre                 | Parc des Princes, Paris Pelouse en bon état. 43 642 spectateurs Arbitre : N Sanson |
| 21 janvier 1978 Soleil printanier | Essai(s) : 2 Averous 55e, Gallion, 63e Transformation(s) : 2/2 Aguirre Pénalité(s) : Aguirre 36e |              | Drop(s) : 2 A Old 1re, 40e | Parc des Princes, Paris Pelouse en bon état. 43 642 spectateurs Arbitre : N Sanson |
| 21 janvier 1978 Soleil printanier |                                                                                                  |              |                            | Parc des Princes, Paris Pelouse en bon état. 43 642 spectateurs Arbitre : N Sanson |

### Irlande - Écosse
| 21 janvier 1978 Temps gris ; température fraîche. | Irlande                                                                          | 12 - 9 (12-6) | Écosse                               | Lansdowne Road, Dublin Bonne pelouse 50 000 spectateurs Arbitre : P Hughes |
| 21 janvier 1978 Temps gris ; température fraîche. | Essai(s) : S McKinney 40e Transformation(s) : Ward Pénalité(s) : 2 Ward 20e, 38e |               | Pénalité(s) : 3 Morgan 10e, 25e, 74e | Lansdowne Road, Dublin Bonne pelouse 50 000 spectateurs Arbitre : P Hughes |
| 21 janvier 1978 Temps gris ; température fraîche. |                                                                                  |               |                                      | Lansdowne Road, Dublin Bonne pelouse 50 000 spectateurs Arbitre : P Hughes |

### Écosse - France
| 4 février 1978 Température agréable, pluie continuelle. | Écosse                                                                                              | 16 - 19 (13-4) | France                                                                                | Murrayfield, Édimbourg Terrain souple 55 000 spectateurs Arbitre : C Thomas |
| 4 février 1978 Température agréable, pluie continuelle. | Essai(s) : 2 Irvine, D Shedden Transformation(s) : 1/2 Morgan Pénalité(s) : Morgan Drop(s) : Morgan |                | Essai(s) : 2 Gallion, F Haget Transformation(s) : 1/2 Aguirre Pénalité(s) : 3 Aguirre | Murrayfield, Édimbourg Terrain souple 55 000 spectateurs Arbitre : C Thomas |
| 4 février 1978 Température agréable, pluie continuelle. | |                |                                                                                       | Murrayfield, Édimbourg Terrain souple 55 000 spectateurs Arbitre : C Thomas |

### Angleterre - pays de Galles
| 4 février 1978 Pluie continuelle | Angleterre              | 6 - 9 (6-3) | Pays de Galles          | Twickanham, Londres Terrain lourd 60 000 spectateurs Arbitre : N Sanson |
| 4 février 1978 Pluie continuelle | Pénalité(s) : 2 Hignell |             | Pénalité(s) : 3 Bennett | Twickanham, Londres Terrain lourd 60 000 spectateurs Arbitre : N Sanson |
| 4 février 1978 Pluie continuelle |                         |             |                         | Twickanham, Londres Terrain lourd 60 000 spectateurs Arbitre : N Sanson |

### France - Irlande
| 18 février 1978 Temps gris ; température glaciale. | France                                                  | 10 - 9 (10-6) | Irlande                            | Parc des Princes, Paris Terrain gelé 43 639 spectateurs Arbitre : C Thomas |
| 18 février 1978 Temps gris ; température glaciale. | Essai(s) : Gallion 19e Pénalité(s) : 2 Aguirre 30e, 43e |               | Pénalité(s) : 3 Ward 22e, 32e, 44e | Parc des Princes, Paris Terrain gelé 43 639 spectateurs Arbitre : C Thomas |
| 18 février 1978 Temps gris ; température glaciale. |                                                         |               |                                    | Parc des Princes, Paris Terrain gelé 43 639 spectateurs Arbitre : C Thomas |

### Pays de Galles - Écosse
| 18 février 1978 Température glaciale ; vent tourbillonnant. | Pays de Galles                                                                                                   | 24 - 22 (8-7) | Écosse                       | Arms Park, Cardiff Terrain en parfait état. 70 000 spectateurs Arbitre : J West |
| 18 février 1978 Température glaciale ; vent tourbillonnant. | Essai(s) : 4 Edwards 15e, Gravell 35e, Fenwick 47e, Quinnell 55e Pénalité(s) : Bennett 49e Drop(s) : Bennett 41e |               | Essai(s) : 2 Pénalité(s) : 2 | Arms Park, Cardiff Terrain en parfait état. 70 000 spectateurs Arbitre : J West |
| 18 février 1978 Température glaciale ; vent tourbillonnant. | |               |                              | Arms Park, Cardiff Terrain en parfait état. 70 000 spectateurs Arbitre : J West |

### Irlande - pays de Galles
| 4 mars 1978 Temps radieux ; léger vent. | Irlande                                                                        | 16 - 20 (6-13) | Pays de Galles                                                                      | Lansdowne Road, Dublin Pelouse excellente 60 000 spectateurs Arbitre : G Domercq |
| 4 mars 1978 Temps radieux ; léger vent. | Essai(s) : J Moloney 57e Pénalité(s) : 3 Ward 16e, 32e, 79e Drop(s) : Ward 42e |                | Essai(s) : 2 Fenwick 23e, JJ Williams 75e Pénalité(s) : 4 Fenwick 8e, 10e, 18e, 77e | Lansdowne Road, Dublin Pelouse excellente 60 000 spectateurs Arbitre : G Domercq |
| 4 mars 1978 Temps radieux ; léger vent. |                                                                                |                |                                                                                     | Lansdowne Road, Dublin Pelouse excellente 60 000 spectateurs Arbitre : G Domercq |

### Écosse - Angleterre
| 4 mars 1978 Beau soleil, vent ; température fraîche. | Écosse | 0 - 15 (0-9)                                                                               | Angleterre | Murrayfield, Édimbourg Pelouse en bon état. 85 000 spectateurs Arbitre : J West |
| 4 mars 1978 Beau soleil, vent ; température fraîche. |        | Essai(s) : 2 Squires 32e, B Nelmes 68e Transformation(s) : 2/2 M Young Pénalité(s) : Dodge |            | Murrayfield, Édimbourg Pelouse en bon état. 85 000 spectateurs Arbitre : J West |
| 4 mars 1978 Beau soleil, vent ; température fraîche. |        |                                                                                            |            | Murrayfield, Édimbourg Pelouse en bon état. 85 000 spectateurs Arbitre : J West |

### Pays de Galles - France
| 18 mars 1978 Beau temps | Pays de Galles                                                                                     | 16 - 7 (13-7) | France                                         | Arms Park, Cardiff Bon terrain 50 000 spectateurs Arbitre : A Welsby |
| 18 mars 1978 Beau temps | Essai(s) : 2 Bennett 28e, 38e Transformation(s) : 1/2 Bennett Drop(s) : 2 Edwards 36e, Fenwick 76e |               | Essai(s) : Skrela 18e Pénalité(s) : Viviès 23e | Arms Park, Cardiff Bon terrain 50 000 spectateurs Arbitre : A Welsby |
| 18 mars 1978 Beau temps | |               |                                                | Arms Park, Cardiff Bon terrain 50 000 spectateurs Arbitre : A Welsby |

### Angleterre - Irlande
| 18 mars 1978 Temps doux, vent nul. | Angleterre                                                                               | 15 - 9 (6-0) | Irlande                                                     | Twickenham, Londres Bon terrain 50 000 spectateurs Arbitre : F Palmade |
| 18 mars 1978 Temps doux, vent nul. | Essai(s) : 2 Dixon 23e, Slemen 67e Transformation(s) : 2/2 M Young Pénalité(s) : M Young |              | Pénalité(s) : 2 Ward 43e, 65e Drop(s) : Ward (1re mi-temps) | Twickenham, Londres Bon terrain 50 000 spectateurs Arbitre : F Palmade |
| 18 mars 1978 Temps doux, vent nul. |                                                                                          |              |                                                             | Twickenham, Londres Bon terrain 50 000 spectateurs Arbitre : F Palmade |

## Statistiques
Au total, 245 points ont été marqués (24 essais, 10 transformations, 34 buts de pénalité et 9 drops), soit 96 points d'essais (39,2%) et 149 points inscrits au pied (60,8%).
- Essais marqués : pays de Galles 8, France 6, Écosse et Angleterre 4, Irlande 2
- Essais encaissés : Angleterre 2, France et pays de Galles 4, Irlande 5, Écosse 9
- Marqueurs d'essais :
  - Gallion (France) 3
  - Fenwick et Bennett (pays de galles) 2 chacun
  - Dix-sept joueurs à un essai
- Meilleurs marqueurs :
  - Ward (Irlande) 38 points
  - Bennett (pays de Galles) 25
  - Aguirre (France) 24
  - Morgan (Écosse) et Fenwick (pays de Galles) 23 chacun
  - 24 autres joueurs marquent des points.

Remarques :
- Avec 166 points marqués dans le Tournoi, le Gallois Bennett bat le record de l'Irlandais Kiernan (158 points).
- Depuis les débuts du Tournoi en 1910, c'est la vingtième fois que le pays de Galles l'emporte :

Récapitulation des victoires :
1. pays de Galles 20
2. Angleterre 18
3. France 11
4. Irlande 8
5. Écosse 7.

## Composition de l'équipe victorieuse
voir : Équipe du pays de Galles de rugby à XV au Tournoi des Cinq Nations 1978